# Стремешна
Стжемешна (пољ. Strzemeszna) је село у Пољској у војводству Лођ у повјату Томашовском у општини Черњевице. Налази се у средишту државе, око 90 km југозападно од Варшаве.
Број становника је око 350.
Од 1975. до 1998. године ово насеље се налазило у Скјерњевицком војводству.